# Тріо Мандрівник
Тріо Мандрівник (англ. Trio Wanderer) — це французьке фортепіанне тріо, яке складається зі скрипки, віолончелі та фортепіано, створене в 1987 році трьома студентами Паризької вищої національної консерваторії музики і танцю, що навчалися у Жана-Клода Пенетьє, Жана Юбо, Філіпа Мюллера.
Свою популярність тріо здобувало на фестивалях у Зальцбурзі, Единбурзі, Монтре, Фельдкірсі, Шлезвіг-Гольштейні, Стрезі, Осаці, Ла-Рок-д'Антероні, «Шаленому дні» у Нанті.
Тріо успішно виступає на провідних сценах Європи, зокрема у Театрі Єлисейських полів, концертному залі «Вігмор Гол» у Лондоні, «Залі Геркулеса» в Мюнхені, Концертному домі у Відні та Берлінській філармонії, Концертгебау в Амстердамі, оперному театрі Ла Скала в Мілані.
У 1997, 2000 і 2008 роках тріо Мандрівник три рази були переможцями на щорічній французькій церемонії «Перемоги у класичній музиці», яка була започаткована у 1986 році і стосується також вар’єте, джазу а також комедій.
Вінсент Кок з 2010 року є професором камерної музики у Вищій школі музики в Лозанні. Жан-Марк Філіп Варябедян і Рафаель Піду у 2014 році стали професорами скрипки та віолончелі у Паризькій вищій національній консерваторії музики і танцю.

## Нагороди
- 1988 — Нагорода Міжнародного музичного конкурсу ARD[de] в Мюнхені
- 1990 — Нагорода Конкурсу камерної музики Фішофа[en] в США
- 1997 — Перемоги в класичній музиці[fr]
- 2000 — Перемоги в класичній музиці[fr]
- 2002 — Шок року музичного світу (Choc de l'Année du Monde de la musique)
- 2006 — Золотий діапазон року[en]
- 2007 — Премія міжнародного ринку дисків і видань класичної музики[fr]
- 2008 — Нагорода Бі-Бі-Сі журналу компакт-дисків місяця (BBC Magazine CD of the Month)
- 2009 — Перемоги в класичній музиці[fr]

## Дискографія
Починаючи з 1999 року фірми звукозапису «Harmonia Mundi», «Sony Classical», «Universal Music», «Cypress», «Capriccio», «Mirare» випустили 24 компакт-дисків з записами музичних творів у виконанні тріо «Мандрівник».
- Дворжак, Тріо op. 65 та op. 90 «Думки» (Harmonia Mundi)
- Брамс, Тріо op. 8 (1854), Фортепіанний квартет op. 60 (Harmonia Mundi)
- Форе — П'єрне[fr], Тріо op. 120 та op. 45 (Harmonia Mundi)
- Аренський — Чайковський, Тріо op. 32 та op. 50 (Harmonia Mundi)
- Мантовані, Вісім музичних моментів з Клер Дезер[fr] — фортепіано (Mirare)
- Бетховен, Усі фортепіанні тріо (Harmonia Mundi)
- Ліст — Сметана, Tristia, Елегії, Тріо op. 15 (Harmonia Mundi')
- Форе, Фортепіанні квартети op. 15 та op. 45 з Антуаном Тамест[fr] — альт (Harmonia Mundi')
- Тьєрі Ескеш — Мартіну — Дебюссі — Барток, «Переплутані листи» з Франсуа Лелє[fr] — гобой, Емануелем Паю[fr] — флейта, Полем Мейером[fr] — кларнет (Accord — Universal)
- Бетховен — Гайдн — Ігнацій Плеєль, Народні пісні з Вольфгангом Гольцмайром[de] — баритон (Cyprès)
- Мессіан, Квартет до кінця часу з Паскалем Мораке[fr] — кларнет (Harmonia Mundi)
- Мендельсон, Тріо op. 49 та op. 66 (Harmonia Mundi)
- Йоганнес Брамс, Тріо op. 8, 87, 101, Квартет op. 25 з Крістофом Гоге — альт (Harmonia Mundi)
- Каміль Сен-Санс, Тріо op. 18 та op. 92 (Harmonia Mundi)
- Дмитро Шостакович, Аарон Копленд, Тріо op. 8 та 67, Вітебськ (Harmonia Mundi)
- Мартіну, Концерт і концертіно з Гюрценіх-оркестром, Джеймс Конлон[en] — диригент (Capriccio)
- Бетховен, Потрійний концерт op. 56 з Гюрценіх-оркестром, Джеймс Конлон[en] — диригент (Chant du Monde)
- Шуберт, Гумель, Квінтет op. 114, Квінтет op. 87 з Крістофом Гоге — альт, Стефан Локеро — контрабас (Harmonia Mundi)
- Шуберт, Всі фортепіанні тріо (Harmonia Mundi)
- Гайдн, Тріо, Hob. XV: 27, 28, 29, 25 (Harmonia Mundi)
- Равель, Шоссон, Тріо, Тріо op. 3 (Harmonia Mundi)
- Сметана, Дворжак, Тріо op. 12, Тріо op. 90 «Думки» (Sony Classical)
- Мендельсон, Тріо op. 49 та op. 66 (Sony Classical)